# Thomas Clausen
Thomas Clausen (Kopenhagen, 5 oktober 1949) is een Deense jazzpianist, toetsenist, componist en arrangeur.

## Carrière
Thomas Clausen studeerde aan de Kopenhagense muziekacademie en werd in het Deense jazzcircuit midden jaren 1970 bekend door zijn medewerking aan opnamen met in Denemarken verblijvende Amerikanen als Jackie McLean/Gary Bartz (1973), Dexter Gordon (More Than You Know, 1975), Eddie Lockjaw Davis (Swingin' till the Girls Come Home, 1976) en Frank Rosolino/Bo Stief (Frank Talks, 1978). 
Tijdens de jaren 1980 werkte Clausen met de bassist Chris Minh Doky, de trompettist Jens Winther, Lars Møller en verdere muzikanten van het Deense jazzcircuit. In 1982 speelde hij in de WDR Big Band Keulen onder leiding van Jiggs Whigham en in 1984 in de Rhythm Combination & Brass van Peter Herbolzheimer. In 1985 werkte hij als lid van de Danish Radio Big Band mee aan de productie van het album Aura van Palle Mikkelborg en Miles Davis. In 1988 speelde hij op het eerste album Bewitched van Tomas Franck en in het kwartet van Allan Botschinsky (The Night).
In 1989 nam Clausen zijn eerste soloalbum Piano Music op bij M.A. Music en een trioalbum met Mads Vinding en Alex Riel. In 1991 begeleidde hij met zijn trio de vibrafonist Gary Burton op diens album Cafe Noir en in 1994 de trombonist Bob Brookmeyer op Old Friends. Bovendien ontstond het verder opzienbarende trioalbum Psalm met Vinding en Riel voor Storyville Records. In dit jaar werkte hij bovendien mee aan het album Four van Karsten Houmark en speelde hij met zijn formatie The Jazz Participants, bestaande uit Tomas Franck en Niels-Henning Ørsted Pedersen met de jazzveteraan Roy Haynes.
In 1996 werkte hij samen met Jesper Thilo (Jesper Thilo/Ann Farholt Meets Thomas Clausen). In 1997 nam hij als duo met de vibrafonist Sereri Pyysalo het duoalbum Turn Out the Stars op en nam hij met Braziliaanse muzikanten het album Follow the Sun op, gevolgd door het album Prelude to a Kiss in dezelfde bezetting in 2000. In 2001 werkte hij met Tim Berne en Deense muzikanten (Open Coma). Bovendien werkte hij in 1997/1999 in het Kopenhagense Art Ensemble met Marilyn Mazur. Verder werkte Clausen met Jesper Lundgaard, Andrea Marcelli, Simon Spang-Hanssen en Hans Ulrik.

## Prijzen en onderscheidingen
Clausen ontving in 1989 de Ben Webster Prize en in 1990 de JASA Prize. Verder kreeg hij de Fanfare Prize (1992) en de componistenprijs van de Danish Society for Jazz, Rock and Folk Composers.

## Discografie
- 1989: She Touched Me (M.A MUSIC) met Mads Vinding, Alex Riel
- 1991: Flowers and Trees (M.A MUSIC) met Gary Burton
- 1994: Psalm (Storyville) met Mads Vinding, Alex Riel
- 1997: Turn Out the Stars (Storyville) Sereri Pyysalo
- 2000: Prelude to a Kiss (Stunt)
- 2003: My Favourite Things (Stunt) met Jesper Lundgaard, Peter Danemo
- 2005: Balacobaco (Stunt)
- 2017: Carlos Malta & Thomas Clausen: Dreamland

- Gemeinsame Normdatei: 13465563X
- International Standard Name Identifier: 0000 0000 7247 9947
- Library of Congress Control Number: no2014043690
- MusicBrainz: 2bb8f4bc-d6e2-4a67-bdc9-c77a0041911d
- Nederlandse Thesaurus van Auteursnamen: 096882530
- Virtual International Authority File: 27223529
- WorldCat: E39PBJrWDFbFhJKRWHxv6qDjG3